# Oric 1

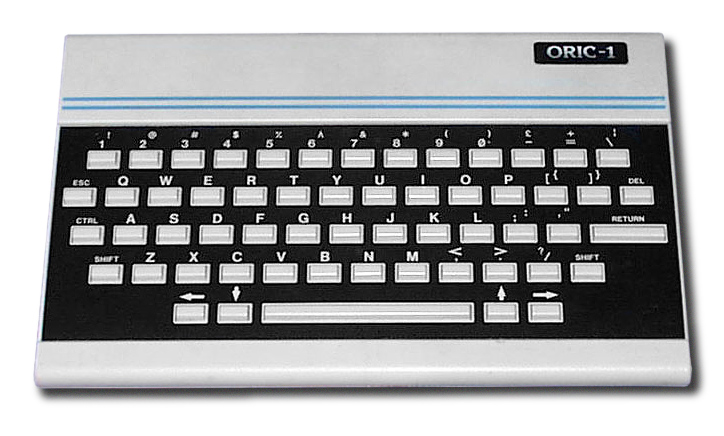
Oric-1

Der Oric 1 ist ein Heimcomputer, der im Jahr 1983 erschien und vor allem in Großbritannien und Frankreich verbreitet war. Hergestellt wurde er von dem britischen Computerhersteller Tangerine Computer Systems, der in St Ives, Cambridgeshire seinen Sitz hatte. Der Oric 1 war Nachfolger des Microtan 65 und Vorgänger des Oric Atmos.
Als der ZX 81 in England immer erfolgreicher wurde, wollte die Firma Tangerine dem etwas entgegensetzen und entwickelte mit dem Oric 1 ein Konkurrenz-Produkt, das ebenfalls in dem Preissegment von 100–200 Pfund liegen sollte. Ab Mai 1984 war der Oric 1 auch in Neuseeland verfügbar.

## Technische Daten

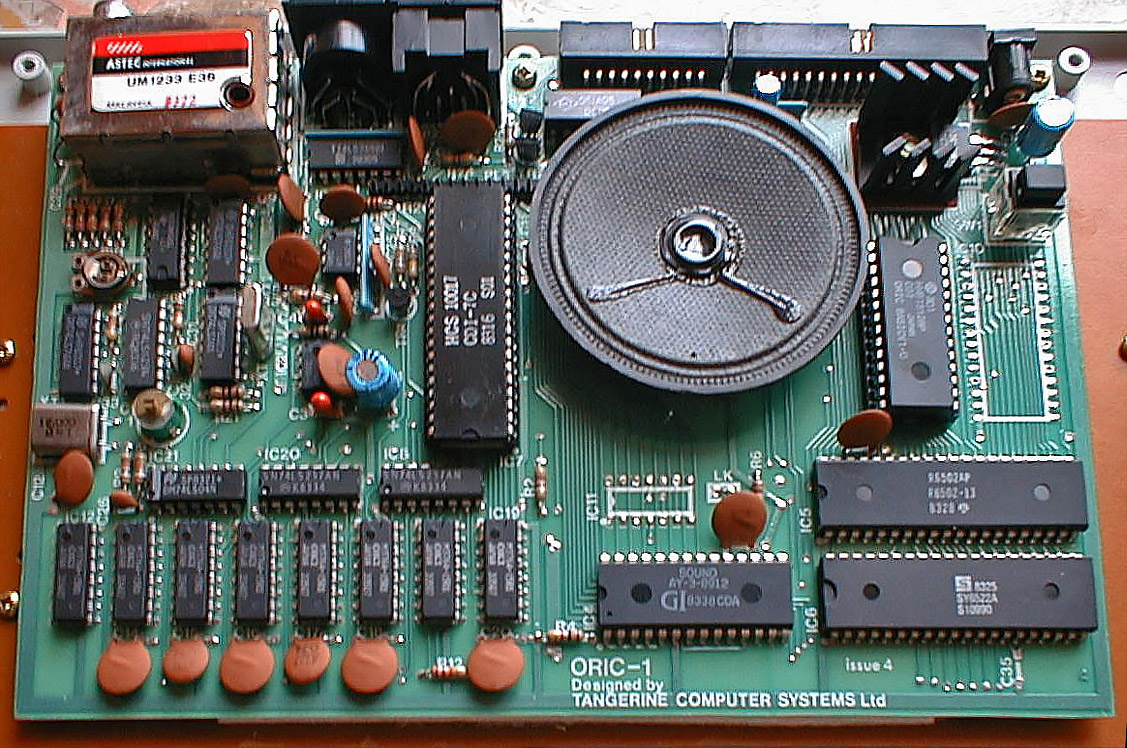
Motherboard des Oric 1.

Der Oric 1 basiert auf dem 8-bit-Prozessor 6502A mit 1 MHz Taktfrequenz und wurde in zwei Varianten mit 16 KB bzw. 48 KB RAM angeboten. Die Grafikauflösung beträgt im Textmodus 38×27 Zeichen, und im Grafikmodus 240×200 Pixel wobei jeweils acht Farben dargestellt werden können. Der vom Oric 1 für Ton eingesetzte Chip ist der AY-3-8912. Dieser kann Töne in einer Spannbreite von 7 Oktaven bis zu 125 kHz erzeugen und verfügt über 3 unabhängige Tongeneratoren sowie einen Rauschgenerator. Der Oric stellt vier vordefinierte Toneffekte zur Verfügung (ZAP, PING, SHOOT, EXPLODE). Ein Lautsprecher ist eingebaut. Die 16-KB-Variante war nicht ausbaufähig.
Das Betriebssystem mit dem BASIC-Interpreter Oric Extended Basic, einem Microsoft BASIC V1.0, ist in einem 16-KB-ROM-Chip untergebracht. Diese Version des ROM steht im Ruf, eine sehr fehleranfällige Fehlerprüfroutine der Kassettenansteuerung gehabt zu haben. Die Version 1.1 konnte nach Verkaufsstart des Atmos per zusätzlichem ROM-Chip auch von Oric 1-Kunden erworben und auf einem freien Sockel im Motherboard aufgesteckt werden.
Die verschiedenen Peripheriegeräte wurden teilweise mit speziellen DOS angesprochen und gesteuert. (Siehe Grafik unten).

### Schnittstellen

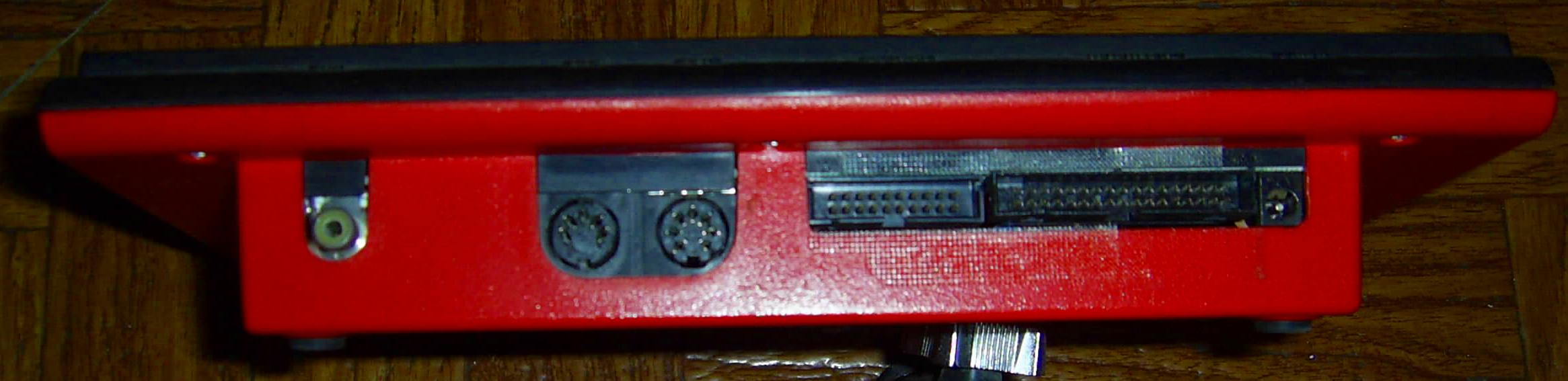
Rückansicht des Oric 1/Atmos

Der Oric 1 hatte die in den 1980er Jahren für westliche Heimcomputer übliche Ausstattung mit Schnittstellen zur Außenwelt. Dazu gehörte:
- eine Centronics Drucker-Schnittstelle
- ein Kassettenanschluss (sowohl 300 als auch 2400 Baud)
- ein RGB-Monitor-Anschluss sowie der ansonsten allgemein übliche UHF-Port zum Anschluss des Computers an einen normalen Fernseher
- sowie ein Expansion-Port

### Peripheriegeräte (Auswahl)

Oric Controller und DOS-Varianten

Für dem Oric 1 gab es auch eine ganze Reihe Peripheriegeräte, u. a.:
- 4-Farben-, 40-Spalten-Plotter (Oric MCP40) von Alps Denki
- 3-Zoll-Oric-Diskettenlaufwerk
- Jasmin (ein alternativer Floppy-Controller für 1/Atmos)
- Cumana Disketten-Schnittstelle
- Cumana 100 K-Diskettenlaufwerk
- MIDI-Anschluss
- RS-232C-Schnittstelle (von MCP): verteilt mit Telemod-Modem und Software für Prestel (Videotex in England)
- Kenema Associates 300-Baud Serielle Schnittstelle
- Oric V23-Modem (V.22/V.23)
- Mehrere Joystick-Schnittstellen (über Parallelport oder BUS)
- Sprach-Synthesizer

Der ORIC 1 war das Vorgängermodell des Oric Atmos, der ein Jahr später, 1984, veröffentlicht wurde. Der große Unterschied der beiden war die Tastatur: Wurde beim Oric-1 eine Tastatur mit kleinen Knöpfen aus Hartplastik verwendet (ähnlich der eines Taschenrechners), hatte der Oric Atmos dagegen eine normale Schreibmaschinentastatur.

## Preis
Der Oric 1 wurde erstmals am 13. Januar 1983 in dem britischen Magazin Popular Computing Weekly ausführlich vorgestellt und kostete in der 16 KB-Ausführung 99,95 £ und in der 48 KB-Ausführung 169,95 £.
In Kanada wurde der Oric 1 in der Version mit 48 KB RAM für 395,95 CAD angeboten.
Obwohl keine genauen absoluten Verkaufszahlen vorliegen, war schon kurze Zeit nach ihrem Erscheinen klar, dass die 16 KB-Variante nicht so gut wie erhofft am Markt ankam.

## Bekannte Programmierer
Éric Chahi entwickelte besonders in den ersten Jahren nach Erscheinen des Rechners Software für den Oric 1, bevor er sich anderen Systemen zuwandte.

## Programme für den Oric 1 (Auswahl)
Aufgrund der Tatsache, dass der Oric 1 auf dem 8-bit Mikroprozessor 6502, einem Mikroprozessor, den auch viele andere Heimcomputer, wie der Apple II oder der C 64 nutzen, basierte, war von vornherein grundsätzlich eine Vielzahl von Programmen, nach entsprechenden Anpassungen, auch vom Oric 1 nutzbar. Zudem sind Programme größtenteils zwischen dem Oric 1 und dem Oric Atmos austauschbar. Dazu gehörten:

### Spiele (Auswahl)
- Breakout
- ICB Bridge
- Defence Force, 1983, Tansoft
- Hopper
- The Hobbit
- House of Death, 1984, Tansoft
- 3D Maze
- Oric Chess, 1983, Tansoft
- Nowotnik Puzzle, 1983, Tansoft
- Oric Flight
- Oric Munch,1983, Tansoft
- Super Advanced Breakout, 1983, Tansoft
- Rat Splat!,1983, Tansoft
- Ultima Zone, 1983, Tansoft
- Xenon
- Zodiac (Adventure),1983, Tansoft

### Anwendungen (Auswahl)
- Tunesmith 2
- Oric Base, Tansoft
- Oric Calc, Tansoft
- Oric Mon, Tansoft
- Easytext, Transoft

### Programmiersprachen (Auswahl)
- Assembler
- FIG Forth
- BBC BASIC
- Pascal
- Logo